# Auszubildender

Kleinanzeige von 1881: Lehrling gesucht

Ein Auszubildender (kurz Azubi) oder Lehrling ist in den deutschsprachigen Ländern (Deutschland, Liechtenstein, Österreich, Luxemburg und der Schweiz) eine Person, die sich in einer Ausbildung befindet. Die Ausbildung (früher Lehre) schließt mit einer Prüfung zum Gesellen, Facharbeiter oder mit einer Abschlussprüfung ab.

## Bezeichnungen
Länderspezifisch gibt es folgende Begriffe:
- Deutschland: Im Berufsbildungsgesetz wird die Bezeichnung Auszubildender verwendet. In der Handwerksordnung ist dagegen nach wie vor der Begriff Lehrling gebräuchlich, dem aber in Klammern das Wort Auszubildende angefügt wird (§§ 21 ff. HwO). Umgangssprachlich wird auch von Azubi, Stift oder im oberdeutschen Raum Lehrbub/-mädchen gesprochen. Die umgangssprachliche Bezeichnung Stift ist in Deutschland veraltet und gilt manchmal als abwertende Bezeichnung für den Auszubildenden, ebenso wie die bis in die 1960er Jahre bekannte Bezeichnung Lehrpieps.
- Belgien: Lehrling
- Liechtenstein: Lehrling oder lernende Person, (veraltet Lehrtochter, umgangssprachlich auch Stift oder Lehrbub/-mädchen).
- Österreich: Lehrling (umgangssprachlich auch Stift oder Lehrbub/-mädchen)
- Schweiz: Lehrling oder lernende Person (veraltet Lehrtochter, Lehrling, aktuell: Lernende/r, umgangssprachlich auch Stift oder Lehrbub/-mädchen)

## Einführung

### Deutschland
In Deutschland wird im Rahmen der Dualen Berufsausbildung die Praxis im Ausbildungsbetrieb mit der Theorie in der Berufsschule verbunden. Während die Ausbildung im Betrieb meist an betrieblichen Belangen orientiert ist, folgt die Ausbildung in der Berufsschule fachdidaktischen Gesichtspunkten. Damit besteht meist ein Unterschied zwischen den Inhalten der Ausbildung in beiden Ausbildungsorten. Außerdem werden in der Berufsschule auch allgemeinbildende Inhalte vermittelt. Die Ausbildung in der Berufsschule kann ein oder zwei Tage in der Woche betragen oder in wochenweisen Zyklen (zwei Wochen Lehrbetrieb, eine Woche Berufsschule …) aufgeteilt sein. In der überbetrieblichen Ausbildung werden Ausbildungsanteile vermittelt, die oft spezialisierte Betriebe nicht mehr vermitteln können.
Die berufliche Ausbildung dauert im Allgemeinen 2 bis 3,5 Jahre. Eine Weiterbildung zum Meister oder Techniker ist möglich.
In Deutschland muss in jedem Unternehmen, welches nach dem dualen System ausbildet, mindestens ein Ausbilder nach der Ausbildereignungsverordnung (AEVO oder AusbEignV) tätig sein. Die Berechtigung ist an natürliche Personen gebunden. Parallel dazu gibt es auch an beruflichen Schulen (Berufskollegs in NRW, OSZs in Berlin und Brandenburg oder Berufsfachschulen) rein schulische Ausbildungen. Die Auszubildenden haben dann einen Schülerstatus.
Zwischen Ausbildendem und Auszubildendem wird ein Ausbildungsvertrag abgeschlossen, der die beiderseitigen Rechten und Pflichten sowie die Ausbildungsinhalte regelt. Bisweilen nimmt dieser Bezug auf den jeweiligen Tarifvertrag, z. B. im öffentlichen Dienst auf den TVAöD. Der Ablauf der Ausbildung wird in einem Ausbildungsplan festgelegt.
Auszubildende stehen bis zur Vollendung des 18. Lebensjahres unter dem besonderen rechtlichen Schutz des Jugendarbeitsschutzgesetzes. Hinsichtlich der Kündigung eines Ausbildungsvertrages durch den Ausbilder gelten besondere Regelungen, die im Berufsbildungsgesetz normiert sind.

## Geschichte
Vom Mittelalter bis zum Beginn der Industrialisierung war der Lehrling Mitglied einer Meisterfamilie. Gleichzeitig mit dem Eintritt in die Lehre übernahm sein Lehrherr neben der Ausbildung auch Unterhalt (Kost und Logis), Obsorge und die Vormundschaft über den Lehrling, der ihm neben dem Lehrgeld auch unbedingten Gehorsam schuldete. Zum Lehrvertrag gehörten ein Gelöbnis des Gehorsams und der treulichen Dienste seitens des Lehrlings. Es gab bis ins 20. Jahrhundert hinein auch ein gesetzlich festgelegtes Züchtigungsrecht (Recht zur „väterlichen Zucht“) des Lehrherren über den Lehrling.
Begonnen wurde die Lehre mit einer Probezeit, meist einigen Wochen, in denen sich der Lehrherr von den allgemeinen Fähigkeiten des Lehrlings überzeugte, danach erfolgte der Eintrag des Lehrlings in das Zunftbuch, was mit dem Einschreib-Gulden abgegolten wurde. Das Lehrgeld war nicht unbeträchtlich und betrug im Spätmittelalter und der frühen Neuzeit zwischen etwa 20 und 50 Gulden je Jahr. Die Lehrzeit war meist länger als heute und dauerte je nach Beruf zwischen drei und über fünf Jahren, wenn das Lehrgeld nicht bezahlt werden konnte, auch mehr. Abgeschlossen wird die Lehre mit dem Gesellenstück, das seit der Entwicklung des Zunftwesens dem örtlichen Zunftrat vorgelegt wird.

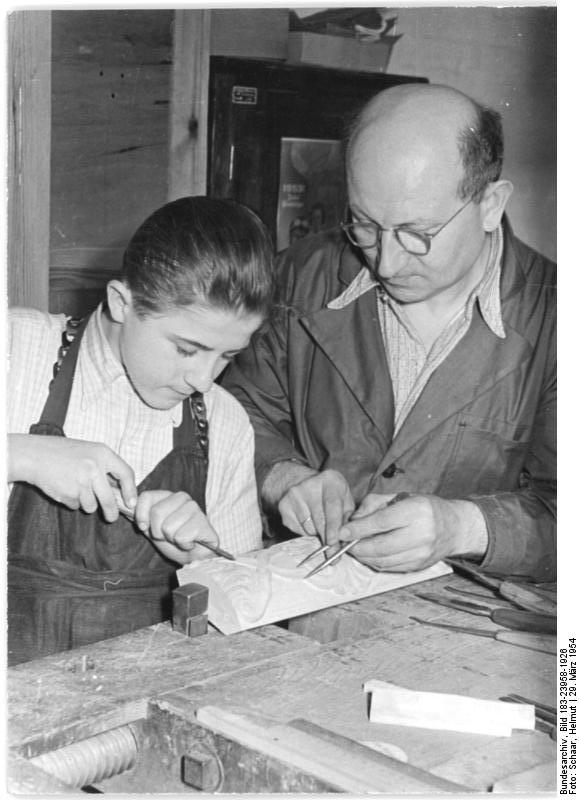
Lehrling und Meister in einer DDR-Möbelfabrik 1954

Trotz seiner relativen Rechtlosigkeit war der Lehrling vor der Industrialisierung eine sozial weit über den Dienstboten stehende Rolle: Gründe sind, dass es den Begriff der Lehre nur in den zünftigen Berufen (ehrlichen Berufen) gab, das Lehrgeld und die Aussicht auf einen weiteren beruflichen Aufstieg – gerade die Handwerksberufe zeigten eine für damalige Verhältnisse wenig familienerbliche Struktur, in der fachliche Fähigkeiten von großer Bedeutung waren.

## Nationale Regelungen

### Deutschland

#### Bezeichnung
Die Personenbezeichnung Lehrling ist zwar grammatisch maskulin, hat aber geschlechterübergreifende Bedeutung und kann Personen aller Geschlechter meinen (sexusindifferent). 1969 wurde im neuen Berufsbildungsgesetz (BBiG) das substantivierte Partizip Auszubildender beigestellt, teilweise wurde Lehrling damit ersetzt (der Lehrherr wurde zum Ausbildenden). Das Gesetz und die Umformulierungen waren auch ein Ergebnis der Lehrlingsbewegung der Jahre 1968–1972; ein ausführlicher Artikel im Nachrichtenmagazin Der Spiegel stellte 1970 fest, dass sich auch beim persönlichen Umgang in der Lehrlingsausbildung seit 1875 nichts geändert habe. Mit den Anpassungen sollte eine stärkere Betonung auf „Bildung“ gelegt werden, entsprechend wurden Bezeichnungen wie Lehrberuf, Lehrzeit durch Ausbildungsberuf, Ausbildungsdauer ersetzt; vor allem in Handwerksberufen blieb aber die Bezeichnung Lehrling erhalten. In der Umgangssprache wurde das Kurzwort der/die Azubi geläufig; gelegentlich findet sich auch die Form Azubine für weibliche Lehrlinge, meist aber in scherzhafter oder abschätziger Bedeutung (analog zu Blondine). In der DDR war bis zur Wiedervereinigung 1990 Lehrling die offizielle Bezeichnung. 2015 merkte die Gesellschaft für deutsche Sprache in Bezug auf einige der Wörter mit der Endung -ling an: „Prüfling, Lehrling, Findling, Sträfling oder Schützling haben eine deutlich passive Komponente.“

#### Ausbildung
Das Berufsbildungsgesetz regelt die Berufsausbildung, die Ausbildungsdauer beträgt zwei bis dreieinhalb Jahre, abhängig vom Ausbildungsberuf und Schulabschluss des Lehrlings. Berechtigt zur Ausbildung ist ein Ausbildender nach BBiG.
Die Arbeitszeit der Auszubildenden beträgt je nach Tarifvertrag etwa 40 Stunden pro Woche. Für Jugendliche gelten die Bestimmungen des Jugendarbeitsschutzgesetzes.
Während ihrer Ausbildung erhalten Auszubildende kein Gehalt, sondern eine Ausbildungsvergütung, welche überwiegend den gleichen Sozialversicherungs- und Steuerpflichten unterliegt.
Die Ausbildung wird mit einer zweiteiligen schriftlichen und mündlichen Prüfung durch die entsprechende Berufskammer und die Berufsschule abgeschlossen. Nach bestandener Prüfung darf der Lehrling folgende Bezeichnungen führen:
- im Handwerksbereich die Bezeichnung Geselle
- im Industriebereich die Bezeichnung Facharbeiter oder sonstige Bezeichnung
- im Dienstleistungs- und Handelsbereich Fachangestellter, veraltet auch Gehilfe

Für einige Berufe gelten abweichend Bezeichnungen, etwa in der Landwirtschaft oder im Rechts- und Gesundheitswesen.
Für Menschen mit einer Behinderung besteht in einigen Berufen die Möglichkeit, eine Ausbildung zum Fachpraktiker zu absolvieren.
Siehe auch: Liste von Ausbildungsberufen, zu Wohnheimen für Auszubildende in Deutschland: Kolpinghaus, Betreutes Wohnen

### Österreich
In Österreich beginnt die Lehrausbildung nach Berufsausbildungsgesetz (Bundesgesetz über die Berufsausbildung von Lehrlingen) üblicherweise nach dem Pflichtschulabschluss, also nach dem 9. Schuljahr und dauert zwischen zwei und vier Jahre. Während der Lehrzeit ist der Lehrling wie andere auch sozialversichert und bekommt eine Lehrlingsentschädigung.
Als Abschluss macht er die Lehrabschlussprüfung (LAP). Nach der Prüfung ist er Geselle oder Facharbeiter. Diese Prüfung ist Voraussetzung, um ohne Matura oder Handelsschule den Titel Meister zu erhalten und den Zugang zu einigen selbständigen Berufszweigen zu bekommen, sowie die Berechtigung, als Lehrberechtigter selbst Lehrlinge auszubilden.
Diese Berufsliste wurde in letzter Zeit seitens der Politik zugunsten der freien Berufe verkürzt. Die Betriebe greifen zwar gerne auf ausgebildete Facharbeiter zurück, doch nicht alle Firmen bilden gerne aus. Deshalb werden von öffentlichen Stellen immer wieder Vergünstigungen geboten, um die Ausbildungsquote zu heben.
Die Ausbildung wird dual ausgeführt, der Lehrling ist sowohl Auszubildender in einem Betrieb als auch Schüler einer Berufsschule. Diese kann je nach Bundesland und Branche einige Wochen pro Lehrjahr oder einzelne Tage jeder Woche erfolgen.
In Österreich treten rund 40.000 Schüler jedes Jahr eine Lehrausbildung an.
Für die Unterbringung von Auszubildenden gibt es in Österreich zahlreiche, von vielen verschiedenen Trägern unterhaltene Lehrlingsheime sowie an die Berufsschulen angegliederte Berufsschulinternate. Dort wohnen Auszubildende oder auch andere junge Menschen in Einzel- oder Mehrbettzimmern, mit einem Angebot für eine Verpflegung und soziale bzw. pädagogische Betreuung.

### Schweiz
In der Schweiz sind die geschlechtsspezifischen Begriffe Lehrling und Lehrtochter bei der Revision des Berufsbildungsgesetz (BBG) durch Lernende ersetzt worden. Weil der Begriff Lernende oft zu wenig spezifisch ist, wird gelegentlich (aber nicht im Berufsbildungsgesetz) Berufslernende geschrieben. In der Umgangssprache sind weiterhin die Begriffe Lehrling bzw. Stift üblich.
Berufslernende erlernen einen der über 200 Berufe im dualen (trialen) System (vereinzelt auch in Lehrwerkstätten oder in Vollzeitschulen -Wirtschaftsmittelschulen/weniger an Fachmittelschulen). Neben dem BBG ist auch die Berufsbildungsverordnung (BBV) maßgeblich. Lehrberechtigt ist ein Berufsbildungsverantwortlicher.
Die Ausbildungsdauer beträgt für Attestausbildungen (2-jährige Grundbildung mit eidgenössischem Attest, niederschwelliges Angebot) zwei Jahre. Das Fähigkeitszeugnis (3- bis 4-jährige Grundbildung mit eidgenössischem Fähigkeitszeugnis) wird nach drei respektive vier Jahren erreicht. Die parallele Erreichung der Berufsmaturität öffnet den Weg an die Fachhochschulen mit Passerelle auch zu den Universitäten.
Die Inhaber eines Eidgenössischen Fähigkeitszeugnisses können auch Zugang zu den Höheren Fachschulen erhalten, ohne eine Berufsmaturität haben zu müssen.

### Belgien
In Ostbelgien wird die mittelständische Ausbildung durch das Institut für Aus- und Weiterbildung im Mittelstand und in kleinen mittelständischen Unternehmen (IAWM) organisiert. Das IAWM beaufsichtigt und finanziert die beiden Zentren für Aus- und Weiterbildung des Mittelstandes (ZAWM) in Eupen und Sankt Vith. In den sogenannten geschützten Berufen wird der Zugang zum Beruf durch das Gesellenzeugnis, den Abschluss der Lehre, ermöglicht. Eine mittelständische Lehre dauert regelhaft drei Jahre. Basis ist ein Lehrvertrag zwischen dem Ausbildungsbetrieb, dem Lehrling und den Erziehungsberechtigten.

### Südtirol
Im Ausbildungsrahmen, einem Bestandteil der Bildungsordnung zu einem Beruf, sind die Inhalte der betrieblichen Ausbildung festgelegt. Bildungsordnung wie auch Lehrzeit und berufsschulischer Lehrplan werden von der Landesregierung im Einvernehmen mit den Sozialpartnern festgelegt.
Die Entlohnung der Lehrlinge orientiert sich am Anfangslohn der Facharbeiter und Gesellen. Bei Lehrbeginn beträgt sie 45–55 % des Facharbeiterlohns, steigt mit zunehmendem Lehralter auf 80–90 % am Ende der Lehrzeit an.